# КрАЗ-4501
КрАЗ-4501 (англ. KrAZ 4501) — семейство бескапотных среднетоннажных автомобилей-шасси производства АвтоКрАЗ с колесной формулой 4х2 и кабиной над двигателем производства Hubei Qixing (модель PW21) без спального места, похожей на кабину MAN TGA, двигателем мощностью 170 л. с. (Евро-5) и 6-ступенчатой механической коробкой передач Fast Gear 6J70T и грузоподъемностью 5 тонн.
На шасси КрАЗ-4501 можно устанавливать различные надстройки.
Грузовик может иметь короткую колесную базу или удлиненную.
Автомобиль впервые представлен в марте 2017 года.

## Модификации
КрАЗ-4501Н2 — шасси с бескапотной кабиной Hubei Qixing, может быть выполнено как с короткой, так и удлинённой базой, колёсная формула — 4х2, снаряжённая масса — 58ОО кг, полная масса — 118ОО кг, грузоподъёмность — 6ООО кг.